# Prochramesus
Prochramesus är ett släkte av skalbaggar. Prochramesus ingår i familjen vivlar.
Kladogram enligt Catalogue of Life:
| Prochramesus | \| \| Prochramesus annectens \| \| \| \| \| \| Prochramesus editus \| \| \| \| |
|              | \| \| Prochramesus annectens \| \| \| \| \| \| Prochramesus editus \| \| \| \| |
|              | Prochramesus annectens                                                         |
|              |                                                                                |
|              | Prochramesus editus                                                            |
|              |                                                                                |